# Listă de filme braziliene din 2000
Aceasta este o listă de filme braziliene din 2000:

## Lista
| Titlu                           | Regizor             | Actori                             | Gen                    | Note                                                                |
| ------------------------------- | ------------------- | ---------------------------------- | ---------------------- | ------------------------------------------------------------------- |
| Aldeia                          |                     |                                    |                        |                                                                     |
| Almas em Chamas                 |                     |                                    |                        |                                                                     |
| Amanhã                          |                     |                                    |                        |                                                                     |
| Amélia                          |                     |                                    |                        |                                                                     |
| Amor Índio                      |                     |                                    |                        |                                                                     |
| Anésia - Um Vôo no Tempo        |                     |                                    |                        |                                                                     |
| Através da Janela               |                     |                                    |                        |                                                                     |
| Bossa Nova                      | Bruno Barreto       | Amy Irving, Antônio Fagundes       | Romantic Comedy        |                                                                     |
| Carrego Comigo                  |                     |                                    | Documentary            |                                                                     |
| De Cara Limpa                   |                     |                                    | Comedy                 |                                                                     |
| Estorvo                         | Ruy Guerra          |                                    |                        | Entered into the 2000 Cannes Film Festival                          |
| Eu Não Conhecia Tururu          | Florinda Bolkan     | Maria Zilda, Florinda Bolkan       | Drama                  |                                                                     |
| Festive Land: Carnaval in Bahia | Carolina Moraes-Liu |                                    | Documentary            | Silver Award at WorldFest Houston International Film Festival       |
| Me You Them                     | Andrucha Waddington | Regina Casé, Lima Duarte           | Comedy                 | Shown at the Karlovy Vary International Film Festival and at Cannes |
| O Auto da Compadecida           |                     | Matheus Nachtergaele, Selton Mello | Drama, Comedy, Romance | 6 Wins & 2 Nominations at various events                            |
| Vingança Macabra                |                     |                                    | Horror, Short          |                                                                     |
| Xuxa Popstar                    |                     | Xuxa                               |                        |                                                                     |